# 2859 Paganini
2859 Paganini è un asteroide della fascia principale. Scoperto nel 1978, presenta un'orbita caratterizzata da un semiasse maggiore pari a 2,2387953 UA e da un'eccentricità di 0,1177434, inclinata di 3,55328° rispetto all'eclittica.
Il nome ricorda Niccolò Paganini, celeberrimo violinista dell'Ottocento.